# Asymmetry Festival
Asymmmetry Festival – coroczny festiwal muzyczny, organizowany przez Ośrodek Działań Artystycznych "Firlej" we Wrocławiu. Celem imprezy było poszukiwanie artystów eksperymentujących w stylistyce rockowej, metalowej i elektronicznej. Pierwsza edycja festiwalu odbyła się w 2009 roku. Ostatnią edycją okazała się ta z 2016 roku, gdy edycję kolejną odwołano w lutym 2017. Dyrektorem festiwalu był Robert Chmielewski.

## Dotychczasowych edycje

### Asymmetry Festival 2009
Pierwsza edycja festiwalu odbyła się w dniach 17 kwietnia – 26 kwietnia 2009.
Program festiwalu:
- 17.04. - Baroness, Ufomammut, Lento (Klub Firlej)
- 18.04. - 65daysofstatic, At The Soundawn, Tummo (Firlej)
- 19.04. - Amenra, A Storm of Light, Tephra, Kingdom (Firlej)
- 23.04. - Venetian Snares, Otto von Schirach (Mekka) (urodziny klubu)
- 24.04. - Dälek, Mamiffer, Destructo Swarmbots, Oddateee (Firlej)
- 25.04. - House of Low Culture, Lvmen, Ema Camelia, Yull, Drifted Shadows (Firlej)
- 26.04. - Minsk, Blindead, This Will Destroy You, Tides From Nebula (Firlej)

Imprezy towarzyszące:
- 08.02. - Young Widows, Guantanamo Party Program (Firlej)
- 21.03. - Finał konkursu Neuro Music (Firlej): Fifty Foot Woman, Forge of Clouds, Ketha, Proghma-C, Sway, Tides From Nebula, Dorena

### Asymmetry Festival 2010
Druga edycja festiwalu odbyła się w dniach 29 kwietnia – 3 maja 2010.
Program festiwalu:
- 29.04. - The Mount Fuji Doomjazz Corporation, Zu, Bong-Ra, Drumcorps (Firlej)
- 30.04. - Kylesa, Secret Chiefs 3, Year of No Light, Altar of Plagues, Dark Castle, Fat32 (Firlej)
- 01.05. - Jesu, Black Shape of Nexus, Time to Burn, TesseracT, Kasan (Firlej)
- 02.05. - Esoteric, Mouth of the Architect, Necro Deathmort, Moja Adrenalina (Firlej)
- 03.05. - EZ3kiel (Wrocławska Fontanna przy Pergoli)

Imprezy towarzyszące:
- 12.12. - Callisto, Forge of Clouds
- 09.04. - Finał konkursu Neuro Music (Firlej): Jarboe, Nachtmystium, PhobH, Maszyny i Motyle, MOANAA, Moja Adrenalina, Palm Desert, Ketha

### Asymmetry Festival 2011
Trzecia edycja festiwalu odbyła się w dniach 29 kwietnia – 3 maja 2011.
Program festiwalu:
- 29.04. - Weedeater, Zoroaster, Oranssi Pazuzu, Bruce Lamont, Zoltar (Firlej)
- 30.04. - Electric Wizard, Julie Christmas, The Secret, Kokomo, Dirk Serries a.k.a. Microphonics (Firlej)
- 01.05. - Godflesh, Jucifer, The Orange Man Theory, Oozing Goo, Final, Elvis Deluxe (Firlej)
- 03.05. - Aranis (Katedra św. Marii Magdaleny)

Imprezy towarzyszące:
- 02.04. - Finał konkursu Neuro Music: Belzebong, Elvis Deluxe, Phobh, Sun For Miles, Ultimate Universe, Zoltar (Firlej)

### Asymmetry Festival 2012
Czwarta edycja, która odbyła się w dniach 3–5 maja 2012 roku, miała miejsce w zupełnie nowej dla imprezy lokalizacji – wrocławskim Browarze Mieszczańskim. 
Program festiwalu:
- 03.05. - Sleep, Black Tusk, A Storm of Light, Red Fang, Vladimir Bozar ‘N’ Ze Sheraf Orkestär, Amenra, Coilguns, Earthship (Browar Mieszczański)
- 04.05. - Æthenor, The Ocean, Obake, Mombu, Ddekombinacja, Metazen, Kunz, Broken Note, Igorrr, Niveau Zero, Nicolas Chevreux, Codeshift, Veatxh (Browar Mieszczański)
- 05.05. - Killing Joke, Bohren & der Club of Gore, Celeste, The Ascent of Everest, A Whisper In the Noise, Joe Lally, Infekcja, My Own Private Alaska, Kiss Me Kojak, Ass to Mouth, We are Idols, Guananamo Party Program, Escape from Paris, Drom, Nod Nod, Thaw, Panacea (Browar Mieszczański).

Asymmetry Festival 4.0 Before Parties:
- 02.02. - Astronautalis, Bleubird, Slam poetycki (Puzzle)
- 17.02. - Bong-Ra, Limewax, Thrasher, Rekombinacja, Macbeat (Log:In)
- 16.03 - Peter Kurten, Brainpain, Moptron, Clicker (Log:In)

### Asymmetry Festival 2013
Piąta edycja odbyła się w dniach 2-4 maja 2013 roku we Wrocławskim Centrum Kongresowym, obiekcie znajdującym się w zabytkowym kompleksie Hali Stulecia. 
Program festiwalu:
- 03.05. - Napszykłat, Kaido Kirikmäe, Nevesis, Deathcats, Tolmunud Mesipuu, Balázs Pandi, Agalloch, Outre, Vader, Entropia, Mayhem, Flyktpunkt, Matadores
- 04.05. - Plum, BNNT, Iconaclass, Kakaxa, The Kilimanjaro Darkjazz Ensemble, Woody Alien, Shining, The Disgrazia Legend, Cult of Luna, Throwers, Astronautalis, Lo!
- 05.05. - Zapaska, Perkalabski Prydatky, Metallic Taste of Blood, Semantik Punk, Ufomammut, Social Party, Amenra, Melvins Lite, Aran Epochal, Dead Sirens, Von Magnet, Downfall of Gaia

Asymmetry Festival 5.0 Before Parties:
- 02.05. - o.d.r.a (Puzzle)
- 02.05. – Kafri Cocktail (Manana)

### Asymmetry Festival 2014
Wkrótce po piątej edycji ogłoszono, że szósta odbędzie się również we Wrocławskim Centrum Kongresowym, ale tym razem jesienią. Wstępnie jako termin podawano 1-5 października.
27 marca 2014 r. dyrektor festiwalu Robert Chmielewski ogłosił, że z powodu braku zewnętrznego finansowania edycja zostaje odwołana.
Wcześniej zapowiedziano występy zespołów Sibyl Vane i Sleeping Bear - laureatów konkursów zorganizowanych w ramach, odpowiednio, estońskiej i ukraińskiej edycji festiwalu Art Meetings.
8 kwietnia ogłoszono, że 1-2 maja 2014 r. odbędzie się impreza towarzysząca Before Asymmetry.

## Opinie i nagrody
O festiwalu Asymmetry pisano na łamach brytyjskich pism muzycznych The Wire oraz Rock-A-Rolla. Impreza została także uwzględniona w najważniejszych wydarzeniach muzycznych według polskiego Dziennika. 
W 2009 roku Asymmetry Festival zajął pierwsze miejsce w plebiscycie czytelników magazynu Gitarzysta (Muzyczne Podsumowanie Roku 2009), wyprzedzając Przystanek Woodstock i koncert Papa Roach. Został też uwzględniony w podsumowaniu najważniejszych wydarzeń muzycznych roku 2009 Gazety Wyborczej.